# 6172 Prokofeana
6172 Prokofeana (1982 TX) là một thiên thạch xuyên Sao Hỏa được phát hiện vào ngày 14 tháng 10 năm 1982 bởi L. G. Karachkina tại Nauchnyj.

## Link ngoài
- JPL Small-Body Database Browser on 6172 Prokofeana